# Хуан Марвессі
Хуа́н Андре́с Марве́ссі (ісп. Juan Andrés Marvezzi; 16 листопада 1915, Сан-Мігель-де-Тукуман — 4 квітня 1971, Мунро, провінція Буенос-Айрес) — аргентинський футболіст, нападник.

## Біографія

### Клубна кар'єра
Хуан Марвессі почав свою кар'єру в 1934 році в клубі «Архентіно». Там Марвессі грав (з перервою виступів за клуб «Білизни Віста») до 1937 року, коли вирішив перейти в клуб «Тігре».
У «Тігре» Марвессі дебютував 13 червня в матчі з клубом «Індепельенте», який «Тігре» виграв 4:1. 4 липня Марвессі забиває за свою команду перший гол в ворота «Тальерес» (5:2 перемога «Тігре»).
У 1942 році Марвессі переходить в клуб «Расінг» з Авельянеда, де він дебютує в товариському матчі з уругвайським клубом «Пеньяроль», відразу забивши 4 м'ячі. Але, незважаючи на вдалий початок, сезон в «Расінгу» у Марвессі був не дуже багатий на голи, і футболіст вирішив повернутися в «Тігре».
У 1943 рік повернення Марвессі в «Тігре» відбулося, але було недовгим, в той же рік він завершив кар'єру. Всього за «Тігре» Марвессі провів 173 матчі і забив 116 м'ячів, до сих пір будучи кращим бомбардиром «Тігре» в історії.

## У збірній
У збірній Аргентини Марвессі провів 9 матчів і забив 9 м'ячів, він разом з командою переміг на Чемпіонаті Південної Америки в 1941 році і там же став кращим бомбардиром турніру. У матчі проти збірної Еквадору забив п'ять голів.

## Титули і досягнення
- Чемпіон Південної Америки: 1941